# Чемпионат России по вольной борьбе 1996
Чемпионат России по вольной борьбе 1996 года проходил в Туле.

## Медалисты
| Категория | Золото                             | Серебро                        | Бронза                          |
| --------- | ---------------------------------- | ------------------------------ | ------------------------------- |
| До 48 кг  | Алексей Сербигешев Хакасия         | А. Абдулаев Дагестан           | Пётр Юмшанов Якутия             |
| До 52 кг  | Дугар Жамсуев Бурятия              | Кирилл Павлов Якутия           | Чечен-Оол Монгуш Красноярск     |
| До 57 кг  | Багаутдин Умаханов Дагестан        | Ибрагим Лачинов Дагестан       | Шамиль Даитбеков Дагестан       |
| До 62 кг  | Зелимхан Ахмадов Северная Осетия   | Шамиль Рашидов Дагестан        | Велихан Алахвердиев Дагестан    |
| До 68 кг  | Шихамир Османов Дагестан           | Рамис Рамазанов Дагестан       | С. Рашидов Дагестан             |
| До 74 кг  | Адам Барахоев Красноярск           | Насыр Гаджиханов Дагестан      | Валерий Габеев Северная Осетия  |
| До 82 кг  | Хаджимурад Магомедов Дагестан      | Расул Катиновасов Дагестан     | Альберт Богиев Северная Осетия  |
| До 90 кг  | Курамагомед Курамагомедов Дагестан | Виталий Гизоев Северная Осетия | Алексей Шемаров Северная Осетия |
| До 100 кг | Давид Мусульбес Северная Осетия    | Вадим Тасоев Северная Осетия   | Аслан Хагуров Москва            |
| До 130 кг | Андрей Шумилин Калининград         | Геннадий Жильцов Красноярск    | Юрий Мильдзихов Северная Осетия |